# Smeerpijp (Groningen)
De smeerpijp is de bijnaam van een buis die was bedoeld voor het transporteren van afval binnen de provincie Groningen.
De 28 kilometer lange leiding voert van de stad Groningen naar Delfzijl en is in de jaren twintig van de twintigste eeuw aangelegd langs het Eemskanaal, grotendeels liggend in een sloot evenwijdig aan het kanaal, vlak langs woonwijken in Appingedam, Delfzijl en Groningen. Van 1926 tot 1979 werd de leiding gebruikt voor het vervoer van ernstig vervuild slib.
Het slib bevatte grote hoeveelheden kwik, arseen en andere giftige stoffen. Voornaamste bron van deze vervuiling was de voormalige Groningse bestrijdingsmiddelenfabrikant Aagrunol. Dit bedrijf was tot eind jaren tachtig de enige kwikproducent van Europa. De Groninger wijk de Meeuwen, die werd gebouwd op de locatie van de Aagrunol-fabriek, was een van de meest vervuilde locaties van Nederland. Sanering kostte destijds honderd miljoen gulden.
Naar aanleiding van metingen die begin jaren negentig werden uitgevoerd, waarbij hoge concentraties kwik werden aangetroffen, verklaarde milieudeskundige Lucas Reijnders, hoogleraar aan de Universiteit van Amsterdam, dat dergelijke hoge waarden nergens anders in Nederland waren aangetroffen. "Deze hoeveelheden kwik tref je weleens aan in de buurt van kwikmijnen in bijvoorbeeld Alaska. Op zich is deze smeerpijp een tijdbom".
Gedurende de jaren negentig ontving het provinciebestuur verscheidene rapporten opgesteld door Iwaco, een adviesbureau voor water en milieu. Hierin stond onder meer dat de smeerpijp "plaatselijk in slechte staat verkeert en dat naar alle waarschijnlijkheid ook in het verleden lekkage is opgetreden".
In 2005 ontstond een discussie over de veiligheid van de smeerpijp. Volgens de Groninger milieugedeputeerde Tonnis Musschenga (CDA) was er echter niets aan de hand. "Er zijn geen aanwijzingen dat er iets mis is met die buis". Zijn woordvoerster noemde het verslag van het onderzoek naar de smeerpijp "tendentieus".
In mei 2005 bleek echter uit onderzoek van de Grontmij, dat de sloot waarin de persleiding ligt ernstig verontreinigd was met kwik en in mindere mate met polycyclische aromatische koolwaterstoffen (pak). Volgens de GGD zouden die echter geen schade voor de volksgezondheid opleveren, omdat het slib op de bodem van de sloten bleef. Het onderzoek behelsde 1900 meter van de pijp bij Ruischerbrug, het onderzoek over de rest van de 28 km lange smeerpijp is nog in gang. Na afronding van het complete onderzoek zou bepaald worden wat er voor maatregelen getroffen worden.
In mei 2006 begon het waterschap Noorderzijlvest in de Groninger wijk Oosterpoort met het opruimen van bodemverontreiniging die door de smeerpijp was ontstaan. De bedoeling was dat de pijp van binnen wordt schoongemaakt en daarna wordt volgestort met licht beton, zodat de pijp stabiel in de grond blijft liggen.
In december 2007 voltooide een gespecialiseerd bedrijf na anderhalve maand het schoonmaken van een proefstuk van 700 meter in Delfzijl Noord. Volgens waterschap Noorderzijlvest werd daarmee het bewijs geleverd dat de smeerpijp goed schoon te maken is. Het bedrijf begrootte de kosten van de totale schoonmaakoperatie op ongeveer 8 miljoen euro. In januari 2008 is daarop begonnen de leidingdelen bij Groningen en Delfzijl. Eind 2008 was de schoonmaak afgerond en is de buis opgevuld met schuimbeton.